# سد تاریخی زو
سد زو به‌عنوان یکی از بزرگ‌ترین سدهای تاریخی استان خراسان جنوبی، چشم اندازطبیعی و زیبا همانند چشمه مرتضی علی طبس را در مناطق ییلاقی شمال شهر سرایان برای علاقه‌مندان و گردشگران فراهم کرده است.
طول تاج سد ۵۶ متر، عرض تاج حدود ۱۴ متر و ارتفاع بیش از ۲۵ متر است. توده بزرگی از قلوه‌سنگ و ملات ساروج در مسیر دره‌ای عمیق واقع شده و آب در این کال در جریان است. عرض تاج سد حدود ۱۳,۵ متر که در پایه ضخامت دیواره سد، احتمالاً به بیش از ۲۸ متر می‌رسد که این امر به‌منظور افزایش استحکام سد است.

## دره یا کال زو
در مجاورت سد تاریخی زو، دره یا کال زو با طول ۲ کیلومتر، عرض متغیر از ۷ تا ۴۰ متر، ارتفاع ۵۰ تا ۲۰۰ متر و وسعت تقریباً ۸۰ کیلومترمربع قرار دارد. این کال در اثر فرسایش آب‌های روان در زمین‌های رسوبی و آبرفتی ایجاد شده است. در بعضی قسمت‌ها پرتگاه‌هایی با شیب ملایم و در بعضی جاها پرتگاه‌هایی با شیب تند وجود دارد.
مجموعه‌ کال زو سرایان با شماره ۴۱۲ در فهرست میراث طبیعی- ملی کشور ثبت شده است.